# Maroggia
Maroggia est une ancienne commune et une localité de la commune de Val Mara, située dans le district tessinois de Lugano, en Suisse.
Le 10 avril 2022, l'ancienne commune a fusionné avec celle de Melano et de Rovio afin de créer la commune de Val Mara.

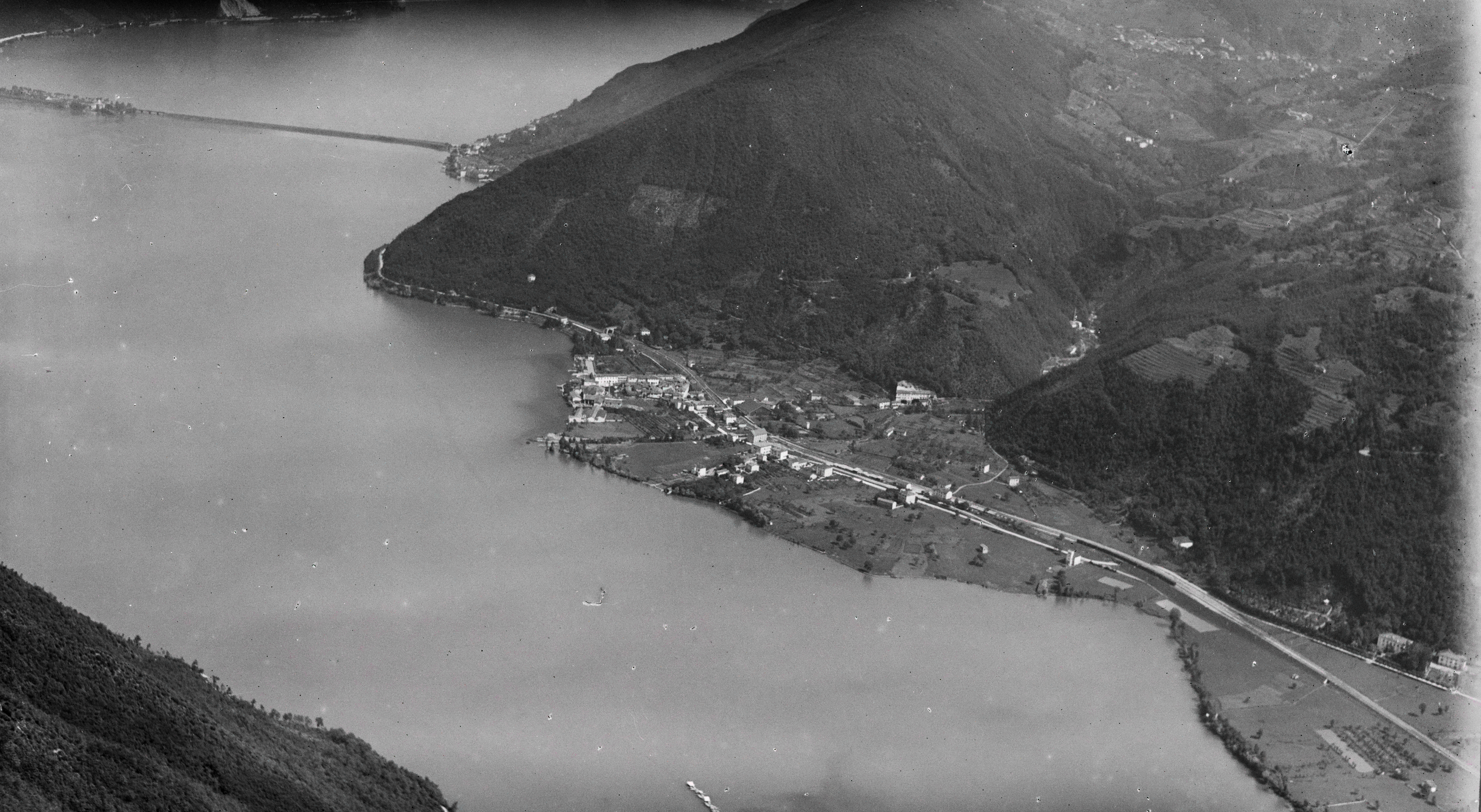
Photo aérienne par Walter Mittelholzer (1919).